# 第17野戦砲兵旅団 (アメリカ軍)
第17野戦砲兵旅団 (だい17やせんほうへいりょだん、英語 ：U.S.Army, 17th Field Artillery Brigade)とは、アメリカ陸軍の野戦砲兵旅団であり、ワシントン州のルイス・マッコード統合基地に駐屯している。第1軍団直属の砲兵部隊となっている。「アメリカのプレミアHIMARS旅団（America's Premier HIMARS Brigade）とも呼ばれる。

## 歴史
第17野戦砲兵旅団は、1918年8月19日に、テキサス州キャンプ・ボウイで、第17師団の砲兵旅団として編成された。第1次世界大戦後の1919年2月8日に編成解除する。
第二次世界大戦中の1943年1月19日にフォート・シルで再編成された。第2次世界大戦中、旅団はノルマンディー上陸作戦に参加し、西部戦線（北フランス、ラインラント、アルデンヌ・アルザス）、中央ヨーロッパで戦った。
- 1944年2月20日、マサチューセッツ州のキャンプ・マイルズ・スタンディッシュ（英語版）に到着
- 1944年2月28日、マサチューセッツ州ボストンの港から出発
- 1944年3月8日、イギリスに到着
- 1944年6月12日、フランスに上陸し、ノルマンディー方面作戦に参戦
- 1944年7月24日、同作戦終了
- 1944年7月、北フランス遠征開始
- 1944年9月5日、ベルギーに移動
- 1944年9月14日、北フランス遠征終了
- 1944年9月15日、ドイツに侵攻し、ラインラント方面作戦に参戦
- 1944年10月1日、ベルギーに帰還
- 1944年11月1日、ドイツに再度侵攻
- 1944年12月23日、ベルギーに帰還し、バルジの戦いに参戦
- 1945年2月4日、ドイツに帰還し、ラインラント方面作戦を再度参戦
- 1945年3月21日、同作戦終了
- 1945年3月22日、中央ヨーロッパ戦線が開始
- 1945年5月11日、中央ヨーロッパ戦線が終了、ヨーロッパ方面戦域から太平洋方面戦域に配備されるための準備を実施
- 1945年7月9日、ドイツから撤退し、日本侵攻のためバージニア州のハンプトン・ローズ港（英語版）に到着
- 1945年7月15日、カリフォルニア州のキャンプ・サン・ルイス・オビスポ（英語版）に移動し、太平洋戦域に向けて訓練と再装備を実施
- 1945年9月2日、キャンプ・サン・ルイス・オビスポで対日戦勝記念日を迎える
- 1945年9月20日、編制解除のためカリフォルニア州のフォート・オード（英語版）に移動
- 1945年11月15日、フォート・オードで編制解除

1951年1月22日にケンタッキー州のフォート・キャンベルで再編制。
1975年6月21日に編制解除。
1978年9月21日に、第17野戦砲兵群司令部及び司令部中隊として再編制。
2003年および2005年に、フォート・シルからイラクに配備された。2007年に旅団は、ワシントン州フォート・ルイスに移動し、第17砲兵旅団 (17th Fires Brigade)と改称。
第17砲兵旅団は、2009年の夏にイラク南部バスラに配備される。
2012年10月1日に第7歩兵師団の指揮下に入る。
2014年2月に隷下の第377野戦砲兵連隊第1大隊が編制解除される。
2014年2月19日に第1軍団に移管され、第17野戦砲兵旅団と再度改称された。

## 系譜と名誉

### 年譜
- 1918年7月31日、正規軍の第17師団（英語版）第17野戦砲兵旅団司令部として編制開始
- 1918年8月19日、テキサス州キャンプ・ボウイ（英語版）で編制完結
- 1919年2月8日、オクラホマ州フォート・シル（英語版）で解散
- 1933年10月1日、正規軍の砲兵統合部隊に第17野戦砲兵旅団司令部及び司令部中隊の名称が付与
- 1936年10月12日、解散
- 1943年1月19日、オクラホマ州フォート・シル（英語版）で再編制
- 1944年3月13日、第7軍団に所属する砲兵部隊の司令部及び司令部中隊に改編
- 1945年11月15日、カリフォルニア州フォート・オード（英語版）で解散
- 1951年1月22日、ケンタッキー州フォート・キャンベルで再編制
- 1975年6月21日、ドイツで解散
- 1978年3月21日、第17野戦砲兵旅団司令部および司令部中隊の再編制開始
- 1978年9月21日、ドイツのアウグスブルクで編制完結
- 2007年7月17日、第17砲兵旅団司令部・司令部中隊に改称、改編[1]

### 戦歴
- 第2次世界大戦；ノルマンディー、北フランス、ラインラント、アルデンヌ・アルザス、中央ヨーロッパの各戦域
- 対テロ戦争；指定された各種作戦[1]

### 名誉
- 陸軍功労部隊感状、イラクにおける2005年から2006年までの従軍に対して[1]

## 編制
第17野戦砲兵旅団の現在の編制は、以下の通り。
- 司令部及び司令部中隊（HHB）
- 第3野戦砲兵連隊（英語版）第5大隊（5–3rd FAR）（HIMARS、高機動ロケット砲システム）[2][3]
- 第94野戦砲兵連隊（英語版）第1大隊（1–94th FAR）（HIMARS、高機動ロケット砲システム）[4][5]
- 第308旅団支援大隊（英語版）（308th BSB）[6][7]
- 第256通信中隊